# Дечен Яндзом Вангчук
Принцеса Аші Дечен Яндзом Вангчук (* 2 грудня  1981) — принцеса Бутану, дочка четвертого короля Бутану Джігме Сінг'є Вангчука та його дружини, королеви-матері Аші Церінг Янгдон Вангчук.  Вона є сестрою п'ятого короля Джігме Кхесар Намг'ял Вангчука. 

## Королівські повинності
Принцеса Дачен Яндзом була презентована в Монгарі з 2006 року як представниця Його Величності для добробуту народу. Вона подорожувала всією країною, щоб забезпечити ефективну доставку кіду найбільш заслуженим верствам суспільства.

## Сім'я
29 жовтня 2009 вона стала дружиною Дашо Тандіна Намг'ял в палаці Даченчолінг. Чоловік — син Дашо Кіпчу Дорджі (колись Генеральний ревізор Королівства Бутан) та його дружини Аум Чімі Вангмо. 
У подружжя є одна дочка та два сини:
- Аші Дечен Юїдем Яндзом Вангчук.[2]
- Дашо Уґень Дорджі Вангчук.
- Дашо Джигме Сінгі Вангчук.

## Титули, стилі та відзнаки

### Назви та стилі
- 2 грудня 1981 року — по теперішній час: Її Королівська Високість принцеса Аші Дечен Яндзом Вангчук.[3]

### З відзнакою

#### Національні почесті
- Бутан :
  - Пам'ятна срібна ювілейна медаль короля Джігме Сінг'є (06.02.1999). 
  -  Медаль короля Джігме Кхесар за заслуги (11.11.2008). 
  -  Медаль 60-річчя з дня народження короля Джігме Сінг'є (11.11.2015).